# Office of Strategic Services
Office of Strategic Services (OSS) er 2. verdenskrigsforløberen for den amerikanske efterretningstjeneste CIA.
| Myndighed | Spire Denne artikel om en offentlig myndighed er en spire som bør udbygges. Du er velkommen til at hjælpe Wikipedia ved at udvide den. |